# Mathias Jørgensen
Mathias Jattah-Njie Jørgensen (Copenhaga, 23 de abril de 1990) ou Zanka é um futebolista dinamarquês que atua como zagueiro. Atualmente joga pelo LA Galaxy.

## Carreira
Foi convocado para defender a Seleção Dinamarquesa de Futebol na Copa do Mundo de 2018.